# Pius IV
Pius IV, född Giovanni Angelo de' Medici den 31 mars 1499 i Porta Nuova, Milano, död 9 december 1565 i Rom, var påve från den 25 december 1559 till sin död nära sex år senare, den 9 december 1565. 

## Biografi
Giovanni Angelo Medici var son till Bernardino de' Medici och Clelia Serbelloni. Det är ovisst om han tillhörde den florentinska släkten med samma namn; Milanosläkten hade levt under små omständigheter, och först när Pius blev påve ville Florenssläkten veta av dem. I Milano blev han kardinal Giovanni Girolamo Morones protegé.
Giovanni Angelo var familjens andra son av två, och var redan i unga år lika framgångsrik i lärdom som hans äldre bror var på slagfältet. Han studerade medicin, filosofi och juridik vid universitetet i Bologna och universitetet i Pavia, och gjorde sig ett namn som jurist. År 1527 ingick Medici i tjänst vid Kyrkostaten, 1546 vigdes han till ärkebiskop av Ragusa. Hans bror hade gift sig med en ingift släkting till påven, av släkten Orsini, då Medici 1549 utsågs till kardinalpräst med Santa Pudenziana som titelkyrka. Kardinal Medici kom att inneha olika titelkyrkor, varav den sista blev Santa Prisca på Aventinen.
Kardinal Medici föll 1558 i onåd hos påven Paulus IV och drog sig tillbaka till norra Italien. Året därpå återvände han till Rom och deltog i konklaven. Efter en nära fyra månader lång konklav valdes han till påve och antog namnet Pius IV.
Pius var till sin person en levnadslustig renässansmänniska, men visste dock att inrätta sig efter motreformationens anda. För att skaffa Kyrkostaten ro började han med att eliminera familjen Caraffa genom avrättning av företrädarens båda brorsöner och deras lojala. Istället upphöjde han sin systerson Carlo Borromeo. Han reformerade kardinalkollegiet och bedrev en omfattande välgörenhet. Med Pius IV kom vändpunkten då reformpåvedömet slöt sig samman med den förre motståndaren Spanien till motreformatorisk världspolitik. I kyrkligt avseende faller huvudvikten på Tridentkonciliets fullbordan samt dess komplettering genom Professio fidei tridentinæ 1564 och Index av samma år. Den papalism som segrande här förorsakade emellertid till sist även Pius IV i spänt förhållande till Spanien. 
Pius IV begravdes först i Peterskyrkan, men har fått sitt sista vilorum i kyrkan Santa Maria degli Angeli i Rom.